# Rechtes Tumed-Banner

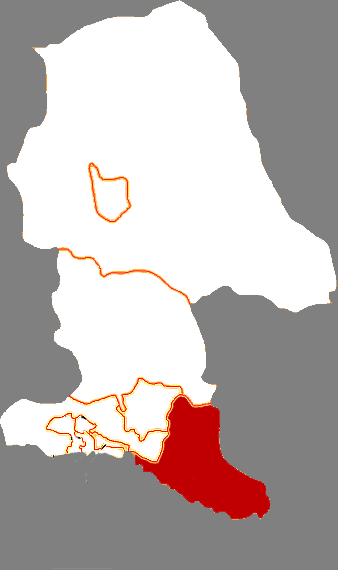
Lage des Rechten Tumed-Banners in Baotou

Das Rechte Tumed-Banner (mongolisch ᠲᠦᠮᠡᠳ
ᠪᠠᠷᠠᠭᠤᠨ
ᠬᠣᠰᠢᠭᠤ Tümed Baraɣun qosiɣu, Aussprache: [ˈtumə̆d ˈbɑrʊːn ˈxɔʃʊː]; chinesisch 土默特右旗, Pinyin Tǔmòtè Yòu Qí) ist ein Banner der bezirksfreien Stadt Baotou im Autonomen Gebiet Innere Mongolei der Volksrepublik China. Es hat eine Fläche von 2.368 km² und zählt 350.000 Einwohner. Sein Hauptort ist die Großgemeinde Salq (萨拉齐镇).